# Dajr al-Kasi
Dajr al-Kasi (arab. دير القاسي) – nieistniejąca już arabska wieś, która była położona w Dystrykcie Akki w Mandacie Palestyny. Wieś została wyludniona i zniszczona podczas I wojny izraelsko-arabskiej, po ataku Sił Obronnych Izraela w dniu 30 października 1948.

## Położenie
Dajr al-Kasi leżała w Górnej Galilei w pobliżu granicy z Libanem, w odległości 26 kilometrów na północny wschód od miasta Akka. Według danych z 1945 do wsi należały ziemie o powierzchni 3 401,1 ha. We wsi mieszkało wówczas 2 300 osób.
| własność gruntów | powierzchnia gruntów (hektary) |
| ---------------- | ------------------------------ |
| Arabowie         | 2 661,9                        |
| Żydzi            | 0                              |
| publiczne        | 739,2                          |
| Razem            | 3 401,1                        |

| Rodzaj użytkowanych gruntów | hektary |
| --------------------------- | ------- |
| uprawy oliwek               | 90      |
| uprawy nawadniane           | 161,7   |
| uprawy zbóż                 | 647,5   |
| nieużytki                   | 2 567,2 |
| zabudowane                  | 24,7    |

## Historia
W 1596 Dajr al-Kasi była niewielką wsią, liczącą 132 mieszkańców, którzy utrzymywali się z upraw pszenicy, jęczmienia, oraz hodowli kóz i uli. W okresie panowania Brytyjczyków Dajr al-Kasi była dużą wsią. We wsi znajdowały się dwa meczety oraz szkoła podstawowa dla chłopców.

Podczas wojny domowej w Mandacie Palestyny w rejonie wioski Dajr al-Kasi stacjonowały siły Arabskiej Armii Wyzwoleńczej. Podczas I wojny izraelsko-arabskiej w październiku 1948 Izraelczycy przeprowadzili operację Hiram. W dniu 30 października Dajr al-Kasi została zajęta przez izraelskich żołnierzy. Następnie wieś została wysiedlona, a domy wyburzono. Część mieszkańców powróciła po wojnie, i została ponownie wysiedlona w dniu 27 maja 1949.

## Miejsce obecnie
Na miejscu wioski Dajr al-Kasi utworzono w 1949 moszaw Elkosz.
Palestyński historyk Walid Chalidi, tak opisał pozostałości wioski Dajr al-Kasi: „Kilka kamiennych domów jest nadal wykorzystywanych jako domy lub składy przez mieszkańców Elkosz. Na uboczu jest gruz zniszczonych domów. Budynek szkoły stoi opuszczony”.